# 宁乡市第十三高级中学
28°15′46″N 112°32′09″E / 28.262772°N 112.535942°E
宁乡市第十三高级中学（简称：宁乡十三中）坐落在湖南省长沙市宁乡市煤炭坝镇陈家冲，是宁乡市高级中学之一。

## 历史
1949年，贺薰陶在今宁乡县大成桥镇公社欧家大冲袁家组创建了欧氏可大完小。
1954年，学校整体搬迁到贺石桥公社碧塘大队三阳塘。
1955年7月，宁乡县教育局接收学校的权力，并且改名“煤炭坝完全小学”，派遣共产党员彭邵康为学校校长，设立初小、高小。
1958年2月，宁乡县教育局派遣共产党员陈巨勋为学校校长，但是随着反右运动、大跃进、文化大革命，学校的教学被迫时断时续，当时学校被迫教育必须服从于政治，并在学校里开战“拨白旗”群众运动。
1960年，学校开办附设初中班，但是由于“狠抓阶级斗争”和“突出政治”的极左思潮，学校教育再次被迫时断时续。1963年，宁乡县教育局将学校更名为“煤炭坝完小附中”，1970年，学校再次改名为“宁乡县第十三中学”:444。时任回龙铺乡领导的孟庆选、姜普光和贺石桥公社，碧塘大队，明月大队，洪山咀、天应山、潭山塘生产队和宁乡十三中的负责人签订协议，委曲求全换的学校正常的学习环境。1976年7月，学校被下放到贺石桥公社:445。
1977年，学校正式更名为“宁乡县第十三学高级中学”。
1978年8月，宁乡县教育局接收学校，并使其与贺石桥中学分家。
1980年到1984年，宁乡县教育局派遣蒋芝荣任党支部书记，陈命生担任党支部副书记、副校长，沈庙桂任副校长。1984年，学校党教分家，使得教育获得了自由呼吸的空间，从此步入教学正规。2003年8月，宁乡十三中从煤炭坝镇迁至县府驻地玉潭镇，而原校址则改建为高考补习学校云帆实验中学。

## 历任校长

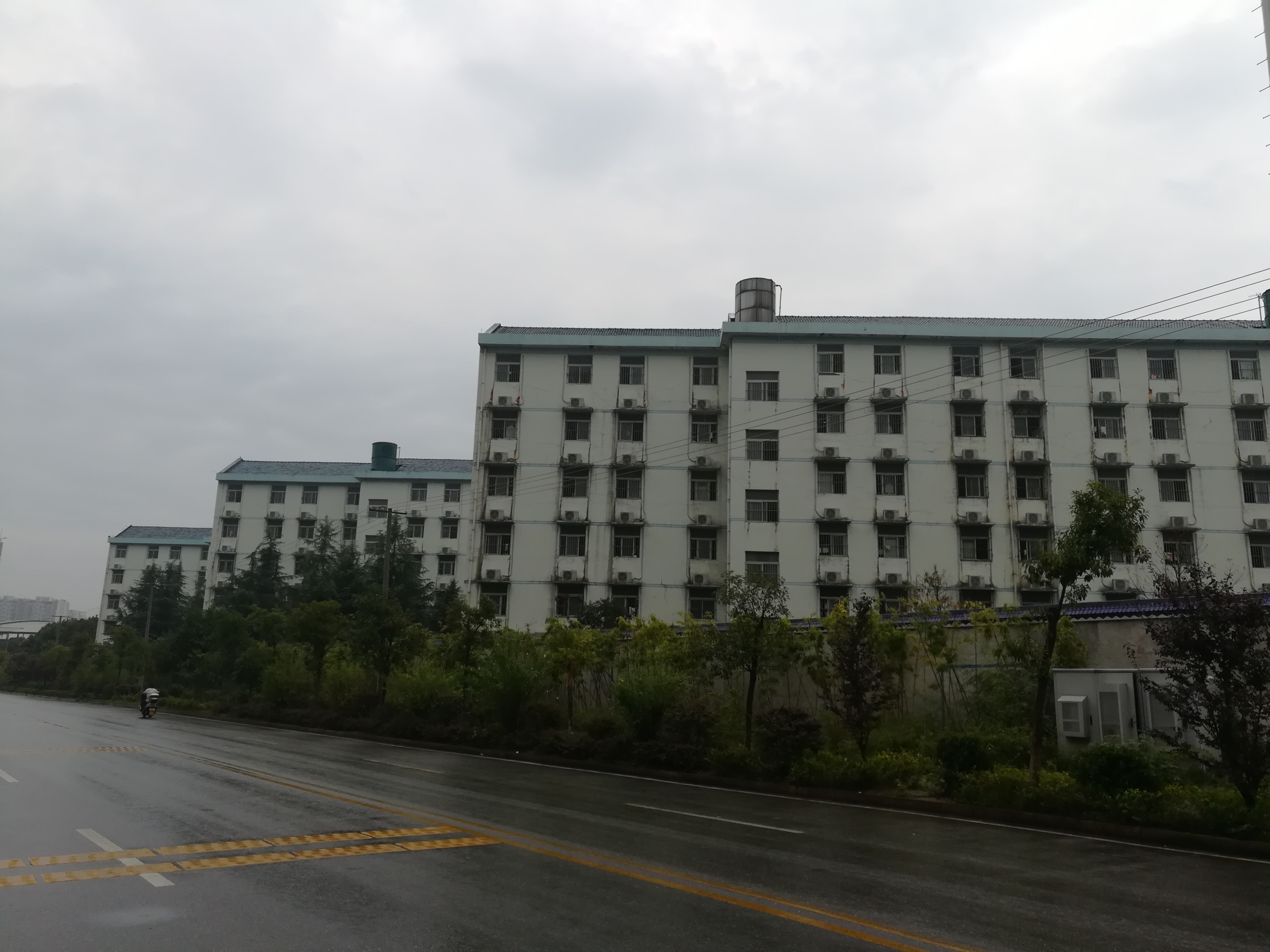
学校大楼。

| 年份   | 校长   | 副校长                 |
| ------ | ------ | ---------------------- |
| 1949年 | 贺薰陶 |                        |
| 1958年 | 陈巨勋 |                        |
| 1963年 | 谭吉晖 |                        |
| 1970年 | 李凯寅 | 蒋芝荣                 |
| 1980年 | 蒋芝荣 | 陈命生、沈庙桂         |
| 1984年 | 丁申乾 |                        |
| 1988年 | 彭建明 | 贺建辉                 |
| 1993年 | 易光荣 | 严秋良、肖命中         |
| 1995年 | 严秋良 |                        |
| 1998年 | 肖命中 | 李海清、刘义军         |
| 2001年 | 周志文 | 刘义军、李新奇         |
| 2002年 | 赖维新 | 刘义军、张勇武         |
| 2004年 | 任余谷 | 姜学文、陈俊昕、向荣委 |

## 学校建筑
- 综合楼
- 教学楼
- 练功房
- 图书馆
- 语音室
- 计算机房

## 特色

### 校训
平等、诚朴、求实、创新

### 校风
勤奋、严谨、团结、奋进

### 学风
乐学、勤学、善学、实学

### 教风
乐、精、博、实

### 办学理念
让每个学生享受平等的教育；让每个学生获得全面的发展；让每个教职员工快乐地工作；让每个教职员工幸福地生活。